# Tour de Gironde 2017
La 43e édition du Tour de Gironde aura lieu du 27 au 28 mai 2017. La course fait partie du calendrier UCI Europe Tour 2017 en catégorie 2.2.

## Présentation

### Équipes
Classé en catégorie 2.2 de l'UCI Europe Tour, le Tour de Gironde est par conséquent ouvert aux équipes continentales professionnelles françaises, ainsi qu'à un maximum de deux étrangères, aux équipes continentales, aux équipes nationales et aux équipes régionales et de clubs.
Vingt équipes participent à ce Tour de Gironde - huit équipes continentales et douze équipes régionales et de clubs :
| Équipes continentales      | Équipes continentales | Équipes continentales |
| Nom de l'équipe            | Pays                  | Code                  |
| -------------------------- | --------------------- | --------------------- |
| Burgos BH                  | Espagne               | BBH                   |
| Destil-Jo Piels            | Pays-Bas              | DJP                   |
| Differdange-Losch          | Luxembourg            | CCD                   |
| Hrinkow Advarics Cycleang  | Autriche              | HAC                   |
| Interpro Academy           | Japon                 | IPC                   |
| Lotto-Kern-Haus            | Allemagne             | LKH                   |
| Massi-Kuwait Project       | Koweït                | KCP                   |
| Uno-X Hydrogen Development | Norvège               | UXT                   |

| Équipes régionales et de clubs  | Équipes régionales et de clubs | Équipes régionales et de clubs |
| Nom de l'équipe                 | Pays                           | Code                           |
| ------------------------------- | ------------------------------ | ------------------------------ |
| Comité régional d'Aquitaine     | France                         | -                              |
| CC Villeneuve Saint-Germain     | France                         | -                              |
| Creuse Oxygène Guéret           | France                         | -                              |
| Exploit Goomath                 | Suisse                         | -                              |
| GSC Blagnac Vélo Sport 31       | France                         | -                              |
| La Bande                        | France                         | -                              |
| Liberty Seguros-Carglass        | Portugal                       | -                              |
| Occitane CF                     | France                         | -                              |
| Océane Top 16                   | France                         | -                              |
| Probikeshop Saint-Étienne Loire | France                         | -                              |
| Team Périgord 24                | France                         | -                              |
| Vendée U                        | France                         | -                              |

## Étapes
| Étape     | Date   | Villes étapes                         |  | Distance (km) | Vainqueur d’étape | Leader du classement général |
| --------- | ------ | ------------------------------------- |  | ------------- | ----------------- | ---------------------------- |
| 1re étape | 27 mai | Saint-Émilion - Cenon                 |  | 200           |                   |                              |
| 2e étape  | 28 mai | Villenave-d'Ornon - Villenave-d'Ornon |  | 200           |                   |                              |